# 維也納音樂考試局
維也納音樂考試局（德語：Wiener Musik-Prüfungskommission）是位於奧地利維也納的音樂考試局。

## 考試
維也納音樂考試局的音樂考試共有12個級別，考生可以報考任何級別。考生可演奏維也納音樂考試局考試大綱中或其他考試局考試大綱中的曲目，演奏曲目不需要在考試前通過審批。然而，如選擇其他考試局考試大綱中的曲目，該曲目必須與維也納音樂考試局考試大綱中相應等級曲目的技術和音樂需求水平相當。
除維也納外，維也納音樂考試局在海外設有認證考試場，包括美國、香港、上海、台北、台中、新加坡、宿霧、曼谷、杜拜等。

## 外部連結
- （德文）.   [2013-05-07]. （原始内容存档于2013-07-10）.
- （德文）.   [2013-05-07]. （原始内容存档于2016-08-10）.